# Abbaye Saint-Jacques de Montfort
Pour les articles homonymes, voir Abbaye Saint-Jacques.
L'abbaye Saint-Jacques de Montfort, située à Montfort-sur-Meu et Breteil (Ille-et-Vilaine), est fondée en 1152 par Guillaume Ier de Montfort, fils ainé de Raoul II de Gaël-Montfort, pour des chanoines réguliers de l'ordre de Saint-Augustin.

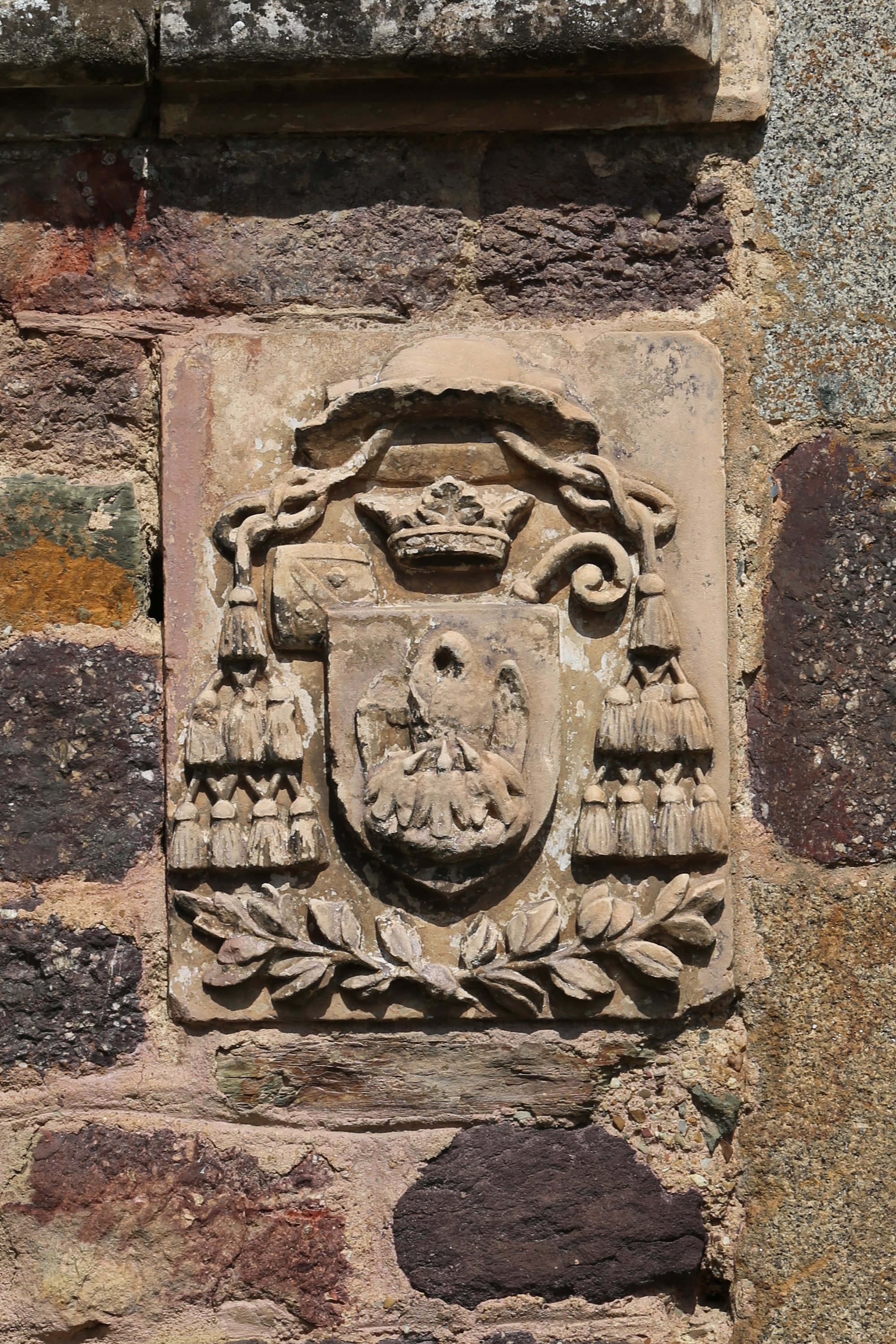
Armes de Mgr Godefroy Brossay-Saint-Marc sur l'un des bâtiments.

## Histoire
La première église de cette nouvelle abbaye fut consacrée en 1156. Aujourd'hui, il ne reste que très peu de traces de cette église, quelques ouvertures et des portions de murs. L'édifice est reconstruit au cours du XIVe siècle, de cette époque date le portail ouest. Le monastère connaît par la suite une autre période de remaniement au XVIIe siècle et un nouveau cloître est édifié au nord de l'église. Il convient de signaler que pendant une période de 236 ans (1550-1786) cinq abbés seulement se sont succédé à la tête de l'abbaye !
À la Révolution, l'abbaye est vendue comme bien national. Puis, en 1816, une ancienne ursuline rachète l'abbaye pour y fonder une communauté. De nouveaux bâtiments sont construits et l'église est divisée pour y installer dortoirs et salles communes.
Après l'expulsion des sœurs en 1910, les bâtiments sont encore abandonnés. En 1922, l'abbaye est rachetée par les pères montfortains et aménagée en séminaire.
En 1976, elle est ravagée par un incendie qui détruit la toiture et l'intérieur des bâtiments conventuels du XVIIe siècle, la couverture et la partie supérieure des murs de l'église.

## Architecture
Aujourd'hui il ne reste de l'église que des vestiges, notamment le mur occidental partiellement inscrit monument historique le 6 novembre 1997, ainsi que le portail ouest, aux fines colonnettes surmontées de chapiteaux ornés de feuillages. 
Les bâtiments conventuels du XIVe siècle ont disparu.
Le cloître du XVIIe siècle, construit au nord de l'église, comprenait deux corps de bâtiments disposés en équerre.  
En 1922, l'église fut rénovée et de nouvelles baies percées.

## Liste des abbés

### Abbés réguliers
- 1168 : Bernard
- ? : Jean de Vaunoise († 1190)
- 1210 : Tual R
- ? : Guillaume de Pontoint († 1217)
- ? : Even († 1219)
- 1220-1227 : Robert de St Gonley
- ? : Raoul de St Gonley
- ? : X
- ? : Geoffroi Le Mainard († 1296)
- 1296-1328 : Jean de Belleville
- ? : Raoul Le Monnier († 1332)
- ? : Raoul Dolnoir († 1360)
- 1360 : Raoul Quinon
- 1632-1401 : Pierre Adeline
- 1401-1410 : Guillaume Guiho
- 1410-1418 : Bertrand Harel
- ? : Robert Hubert († 1463)
- ? : Jean de Doeslinière († 1472)
- 1478-1484 : Bertrand de Doeslinière
- ? : Briant de Doeslinière († 1487)
- 1487-1508 : Gilles de Québriac

### Abbés commendataires
- 1509-1523 : Guy Le Clerc
- 1523-1535 : Guillaume de Gacé
- 1538-1549 : Charles Pineau
- 1550-1609 : Roland de Neufville († 1613)
- 1610-1663 : Jean de Tanoüarn, neveu du précédent
- 1663-1720 : Jean-Jacques d'Obheil
- 1721 1725 : René-Auguste de Marbeuf
- 1725 1786 : Louis de Champlais
- 1786 1790 : Claude Fouchet

### Source et bibliographie
- Biennale des Abbayes Bretonnes, Les Abbayes Bretonnes, Le Sarment, Fayard, Rennes, 1983, p. 257-267  (ISBN 2-213-01313-6)